# هیچ‌کجا هیچ‌کس
هیچ‌کجا، هیچ‌کس فیلمی به کارگردانی ابراهیم شیبانی و نویسندگی احمد رفیع‌زاده محصول سال ۱۳۹۱ است.

## داستان و تحلیل
هیچ کجا هیچ‌کس قصهٔ رابطه‌های دچار سوء تفاهم و به تبع آن به انزوا رسیده‌است. در این فیلم انسان‌ها تنهایی را به حضور دیگرانی گره می‌زنند که نه تنها التیامی بر زخم شان نیست که افزایندهٔ رنج ناشی از رها شدگی ست.
فیلم هیچ کجا هیچ‌کس روایتی خطی و ساده ندارد چرا که شخصیت‌های فیلم نیز قرار نیست با هم رو راست باشند این فیلم پاره‌پاره مخاطبش را به عمق اتفاق‌ها می‌کشد و مدام به بیننده اش متذکر می‌شود که هرکدام از این کاراکترها می‌توانی تو باشی یا همین الان هستی پس درست تصمیم بگیر.
هیچ کجا هیچ‌کس همه جا برای همه کس ممکن است اتفاق بیفتد.

## بازیگران
| بازیگر           | نقش        |
| ---------------- | ---------- |
| محمدرضا فروتن    | مهران      |
| مهناز افشار      | مرجان      |
| رضا کیانیان      | پدر یلدا   |
| صابر ابر         | داوود      |
| بهاره کیان افشار | یلدا       |
| آتیلا پسیانی     | اسلحه فروش |
| افسانه چهره آزاد | مادر مهران |
| بابک کریمی       | فرخ        |
| صدف طاهریان      | سحر        |
| روشنک گرامی      | زن باردار  |
| مهدی حسینی نیا   | پلیس       |